# Slag bij Folck's Mill
De Slag bij Folck's Mill vond plaats op 1 augustus 1864 in Allegany County, Maryland als deel van de veldtochten in de Shenandoahvallei van 1864 tijdens de Amerikaanse Burgeroorlog.
Nadat de Zuidelijke cavalerie op 30 juli 1864 Chambersburg, Pennsylvania had geplunderd, vertrokken de Zuidelijke generaals John McCausland en Bradley Tyler Johnson naar Cumberland in westelijke Maryland om de Baltimore and Ohio Railroad aan te vallen. Rond 15.00u op 1 augustus 1864 arriveerden de Zuidelijken in Folck’s Mill, ten oosten van Cumberland. Daar stonden drie regimenten en 6 stukken artillerie onder leiding van de Noordelijke brigadegeneraal Benjamin F. Kelley de Zuidelijken op te wachten. De Noordelijke soldaten waren zonder uitzondering nieuwe rekruten. Toen de Zuidelijken arriveerden, opende de Noordelijke artillerie het vuur. Onbekend met de vijandelijke sterkte en het terrein stelde McCausland zijn eigen artillerie op om het vijandelijke vuur te beantwoorden. Het artillerieduel duurde tot 20.00u waarna McCausland zich terugtrok in zuidoostelijke richting naar Oldtown, Maryland langs de Potomac.
De volgende dag troffen de Zuidelijken de nodige voorbereidingen om de Potomac over te steken naar West Virginia. De bruggen over het Chesapeake and Ohio Canal waren door kolonel Israel Stough verbrand. Stough stelde daarna zijn troepen op om de oversteek van de Zuidelijken tegen te houden. Na een korte strijd gaven de Noordelijken zich onder voorwaarden over. De Zuidelijken staken de kanalen over en rukten op naar Springfield in West Virginia waar ze op 4 augustus uitrustten. Hoewel de strijd zelf tactisch onbeslist was, heeft het oponthoud de spoorweg beschermd tegen vernietiging.